# Претара (Терамо)
Претара (итал. Pretara) је насеље у Италији у округу Терамо, региону Абруцо.
Према процени из 2011. у насељу је живело 237 становника. Насеље се налази на надморској висини од 525 м.